# سر به راه
سر به راه یک مجموعه تلویزیونی محصول سال ۱۳۹۳ به کارگردانی سعید سلطانی، نویسندگی مهدی محمدنژادیان  است که از شبکه پنج در نوروز ۱۳۹۴ پخش شد.سریال سر به راه در ۱۴ قسمت ۴۰ دقیقه‌ای تولید و از ۲۹ اسفند سال ۱۳۹۳ تا پایان تعطیلات نوروزی ۱۳۹۴ از شبکه پنج پخش شده‌ است. فیلمنامه سریال سر به راه را (مهدی محمدنژادیان) نوشته و مضمونی اجتماعی و خانوادگی دارد.

## داستان سریال
قصه سریال سر به راه دربارهٔ جوان سر به هوایی به نام شهاب است که به جای زندان، مجبور به گذراندن دوره محکومیت خود در یک مؤسسه خدمات اجتماعی می‌شود و این مؤسسه جایی نیست جز خانه یاس که محل نگهداری از کودکان بی سرپرست است. نقش این جوان را که به مرور زمان و پیش آمدن اتفاقاتی تغییر روی می‌دهد، سیاوش خیرابی بازی می‌کند. این مؤسسه نگهبانی هم با نام عظمت دارد که نقش او را ارژنگ امیرفضلی بازی می‌کند و با بازی همراه با طنز خود، لحظات شیرینی را ایجاد می‌کند. مسعود کرامتی در این سریال نقش یحیی دادرس، مسئول خانه یاس را بازی می‌کند. دو دختر به نام‌های رعنا و ریحانه دارد که نقش‌های آن‌ها را به ترتیب شقایق دهقان و الناز حبیبی بازی می‌کنند. بیژن بنفشه‌خواه نیز نقش حمید داماد خانواده را به عهده دارد. خواهر و خواهرزاده یحیی هم از آلمان به ایران بازگشته‌اند نیز در ایجاد بخشی از حوادث داستان نقش دارند. لوکیشن اصلی این سریال آسایشگاه کودکان بی سرپرست است اما لوکیشن‌هایی مثل کلانتری، خانه کاراکترهای قصه، بیمارستان و … هم وجود دارد. در این سریال بازیگران دیگری همچون: افسانه چهره‌آزاد در نقش زینت، شهین تسلیمی در نقش پروین، محسن کیایی در نقش منصور، امیر رضا آقا در نقش مصطفی، نوید خداشناس در نقش فرزاد، بیتا خردمند در نقش نیلوفر، افسانه ناصری در نقش مادر شهاب، کریم قربانی در نقش مجدی، کیمیا ملّایی رضوان در نقش (بازیگر خردسال) به ایفای نقش پرداخته‌اند.

## عوامل
سایران عوامل این سریال تلویزیونی عبارتند از: مدیر تصویربرداری: محمد افسری، صدابردار: وحید سلطانی، مدیر تولید: اصلان مرتضایی، دستیار اول کارگردان: عادل سلطانی، طراح صحنه و لباس: قاسم ترکاشوند، طراح گریم: زهره سیه پوش.

## بازیگران
| بازیگران        | نقش        | توضیحات                                    |
| --------------- | ---------- | ------------------------------------------ |
| مسعود کرامتی    | یحیی دادرس | (مسئول پرورشگاه)                           |
| شهین تسلیمی     | پروین      | خواهر یحیی دادرس و مادر منصور              |
| افسانه چهره‌آزاد | زینت       | خالهٔ رعنا و ریحانه                         |
| شقایق دهقان     | رعنا       | (دختر مسئول پرورشگاه)                      |
| سیاوش خیرابی    | شهاب       | نقش اصلی ، همسر ریحانه                     |
| ارژنگ امیرفضلی  | عظمت       | (نگهبان پرورشگاه)                          |
| محسن کیایی      | منصور      | پسر پروین                                  |
| الناز حبیبی     | ریحانه     | دختر یحیی دادرس ، خواهر رعنا ، همسر شهاب . |
| بیژن بنفشه‌خواه  | حمید       | داماد خانواده یحیی دادرس ، پدر رضوان       |
| امیررضا میرآقا  | مصطفی      | همخانه ای شهاب                             |
| نوید خداشناس    | فرزاد      | دوست شهاب                                  |
| بیتا خردمند     | نیلوفر     | کلاهبردار                                  |
| افسانه ناصری    | مادر فرزاد |                                            |
| کریم قربانی     | مجدی       | آشپز پرورشگاه                              |
| کیمیا ملّایی     | رضوان      | دختر حمید و رعنا                           |